# Lagaroceras septentrionalis
Lagaroceras septentrionalis är en tvåvingeart som beskrevs av Spencer 1986. Lagaroceras septentrionalis ingår i släktet Lagaroceras och familjen fritflugor.
Artens utbredningsområde är Northern Territory, Australien. Inga underarter finns listade i Catalogue of Life.